# Karl Sundqvist
Karl-Axel „Kalle“ Sundqvist (* 29. November 1962 in Karlskrona) ist ein ehemaliger schwedischer Kanute.

## Erfolge
Karl Sundqvist gab 1984 in Los Angeles sein Olympiadebüt, das er in zwei Wettbewerben bestritt. Im Einer-Kajak über 1000 Meter zog er nach zweiten Plätze im Vor- und im Halbfinallauf ins Finale ein, in dem er jedoch als Vierter hinter Gregory Barton knapp einen Medaillengewinn verpasste. Auch im Zweier-Kajak mit Bengt Andersson zog er auf der 1000-Meter-Strecke in den Endlauf ein. Diesen schlossen die beiden als Achte ab. Bei den Olympischen Spielen 1988 in Seoul wurden Sundqvist und Per-Inge Bengtsson im Zweier-Kajak auf der 500-Meter-Distanz im Vorlauf disqualifiziert. Mit dem Vierer-Kajak gelang ihm dagegen über 1000 Meter die Finalqualifikation. Die schwedische Mannschaft blieb allerdings weit hinter den Medaillenplätzen zurück, als sie die Ziellinie als Achte überquerte. Noch besser verlief der Wettbewerb im Einer-Kajak über 500 Meter, den Sundqvist im Finale auf dem fünften Platz beendete.
Vier Jahre darauf ging Sundqvist in Barcelona mit Gunnar Olsson im Zweier-Kajak in zwei Wettbewerben an den Start. Über 500 Meter gelang ihnen über den Hoffnungslauf und einen dritten Platz im Halbfinale die Finalqualifikation. Den Endlauf beendeten sie anschließend auf dem fünften Platz, etwa 1,5 Sekunden hinter den drittplatzierten Italienern. Erfolgreicher verlief für die beiden der Wettkampf auf der 1000-Meter-Strecke. Sie gewannen ihren Vor- und ihren Halbfinallauf und mussten sich im Finale lediglich den Deutschen Kay Bluhm und Torsten Gutsche um 1,6 Sekunden geschlagen geben. Mit einer Rennzeit von 3:17,70 Minuten verwiesen sie die Polen Grzegorz Kotowicz und Dariusz Białkowski auf den dritten Platz und sicherten sich so den Gewinn der Silbermedaille. Im Einer-Kajak über 500 Meter misslang ihm im Gegensatz zu 1984 und 1988 der Finaleinzug, er schied im Halbfinale aus.
1983 gewann Sundqvist in Tampere im Zweier-Kajak über 10.000 Meter mit Bengt Andersson als Dritter seine erste Medaille bei Weltmeisterschaften. 1985 belegte er in Mechelen mit dem Vierer-Kajak über 500 Meter den dritten Platz und sicherte sich mit ihm über 1000 Meter den Titelgewinn. Darüber hinaus schloss er im Einer-Kajak über 1000 Meter das Finalrennen auf dem dritten Platz ab. Bei den Weltmeisterschaften 1987 in Duisburg belegte er im Zweier-Kajak über 500 Meter mit Per-Inge Bengtsson den dritten und mit dem Vierer-Kajak über 1000 Meter den zweiten Platz. Weitere Bronzemedaillen folgten 1989 in Plowdiw auf der 1000-Meter-Strecke im Einer-Kajak sowie 1990 in Posen mit dem Vierer-Kajak über 10.000 Meter. In Kopenhagen wurde er drei Jahre darauf mit Gunnar Olsson im Zweier-Kajak über 1000 Meter Vizeweltmeister und gewann über 10.000 Meter seine siebte WM-Bronzemedaille.